# Tratado de Miseno

República Romana em

O Tratado ou Pacto de Miseno (em latim: Misenum) foi um tratado concluído no verão de 39 a.C. entre os triúnviros e Sexto Pompeu em Miseno através do qual terminaria o bloqueio naval realizado à Itália pelo último durante a revolta siciliana. Pompeu comprometeu-se a respeitar a Itália, deixar o comércio de cereais em paz e cessar todas as hostilidades. Em troca, a ele foi prometido uma posição de prestígio, com o controle da Sicília, Córsega e Sardenha e Peloponeso, o ingresso no colégio dos áugures e o consulado de 35 a.C..
O tratado, contudo, viria a desmoronar logo em seguida. Os triúnviros recusaram-se a cumprir sua parte no tratado, e as hostilidades recomeçaram em 38 a.C.. Campanhas foram feitas por Otaviano contra a Sicília, o que custou dois anos seguidos de derrotas ao triúnviro. Sexto Pompeu, entretanto, seria decisivamente derrotado em 36 a.C., por forças conjuntas de Marco Vipsânio Agripa e Lépido.